# Pointer
Pointer är en hundras från Storbritannien. Den är en stående fågelhund av braquetyp. Namnet syftar på dess egenskap att peka ut bytet för jägaren. I framförallt sydeuropa är den en populär hundras.

## Historia
Den engelska pointern utvecklades ur spanska jakthundar som brittiska officerare förde med sig hem efter freden i Utrecht 1713. Även braquehundar från Italien användes. De sydeuropeiska stående fågelhundarna korsades med foxhound för att göra hundarna starkare och mer uthålliga. Eventuellt kan även setter och greyhound ha korsats in. Förtjänsten av att ha renavlat pointern till dagens eleganta typ tillskrivs uppfödaren William Arkwright som var verksam runt sekelskiftet 1800/1900.  Till Skandinavien importerades de första pointrarna under andra halvan av 1800-talet. Svenska Pointerklubben bildades 1903.

## Egenskaper
Pointern har förmågan att vara aktiv utomhus, men koppla av inomhus. Det är en glad hund som gärna vill vara till lags och fungerar bra tillsammans med andra hundar. Som jakthund är den specialiserad på jakt på fälthöns. För att få högre utmärkelser på hundutställning måste en pointer ha meriter från jaktprov för stående fågelhund. Numer har pointer framgångar inom draghundsport.

## Utseende
Pointern är en medelstor hund, idealisk mankhöjd 57–64 cm. Kroppsformen är rektangulär och smäcker men muskulös. Pointern har ett särpräglat huvud som är lätt att känna igen. Nospartiet är långt, kraftigt och med lätt konkav nosrygg. Pannan är skarpt markerad, nacken välvd. Till färgen är den antingen vit med svarta, gula eller leverbruna tecken, eller enfärgat svart, gul eller leverbrun.